# 工布江达宗
工布江达宗（藏語：ཀོང་པོ་རྒྱ་མདའ།，威利转写：kong po rgya mda'），又作江达宗、工布降达、甲达、扎木达、佳木达等，是西藏历史上所设的宗之一，位于尼洋河上游的工布地区。
约16世纪初时，工布江达开始设宗。在第五世达赖喇嘛成立甘丹颇章政权之后，工布江达宗成为西藏政府管辖的四十三个普通宗之一。清末曾在此设置太昭县，1950年改回工布江达宗。1960年工布江达宗撤销，改设工布江达县。